# Pycreus mortonii
Pycreus mortonii är en halvgräsart som beskrevs av Sheila Spenser Hooper. Pycreus mortonii ingår i släktet Pycreus och familjen halvgräs. IUCN kategoriserar arten globalt som livskraftig. Inga underarter finns listade i Catalogue of Life.